# 東卡馬森和迪內弗爾 (英國國會選區)
東卡馬森和迪內弗爾（英語：Carmathen East and Dinefwr），英國國會一郡選區，位於威爾斯西南部卡馬森郡東北部。始設於1997年。
本區除1997年由工黨勝出以外，一直支持威爾斯黨。2010年大選中，喬納森·愛德華茲以35.6%選票勝出該區，成為全英三個威爾斯黨人控制的選區之一。